# グリックの冒険
『グリックの冒険』（グリックのぼうけん）は、斎藤惇夫の児童文学作品、およびそれを原作とするアニメーション映画。

## ストーリー
シマリスのグリックは、姉のフラックと共に人間に飼われていた。しかし、伝書鳩のピッポーからリスが住む北の森のことを聞かされ、フラックを残して森を目指す旅に出る。
途中でドブネズミのガンバと出会ったグリックは、成り行きでドブネズミとクマネズミの戦いに加わることになる。その後、ガンバに案内されてリスが住む森に着いた…と思いきや、それはガンバの勘違い。辿り着いたのは動物園だった。そこで暮らすリスたちにせがまれてこれまでの冒険を何度も語るグリック。しかし、「あなたの戦いの話が聞きたい」と叫ぶ声（実はのんのん）に、グリックはようやく自分の目的を思い出し、動物園を抜け出して北の森への旅を再開する。
そんなグリックの後を、のんのんと名乗るリスが追ってくる。グリックと共に動物園を抜け出してきたのんのんは、一緒に北の森を目指すという。グリックはそんなのんのんに困惑しながらも見捨てておけず、一緒に旅をすることにする。幾多の困難を乗り越え、2匹は北の森を目指して歩き続ける。だが、最大の脅威「冬眠の前兆である睡魔」が2匹を苦しめ、足取りを阻むことになる。

## キャラクター
グリック
人間に飼われていたシマリス。ピッポーから北の森のことを聞かされ、そこを目指す決意をして家を出る。
フラック
グリックの姉。グリックの決意を知り、旅立ちを見送る。
ピッポー
物知りな伝書鳩。グリックに北の森のことを教えた。
ガンバ
15匹の仲間を率いているドブネズミ。ふとしたことからグリックに助けられ、その恩返しに彼を北の森へ案内することを約束する。クマネズミとの戦いにグリックをつき合わせるが、勝手が分からず迷惑をかけてしまったグリックのことを仲間たちの非難から庇うなど、彼のことも仲間として認めているようである。クマネズミと戦いの後、約束どおりグリックをリスたちの住処へ案内しようとするが、グリックの目指す場所が遠く離れた北の森だと理解していなかったため、動物園に案内してしまった。
のんのん
動物園で暮らしていたシマリス。母親の故郷だった北の森へ行くことを望んでいたが、それを知った仲間に襲われて右足に傷を負ってしまった。それ以来、望みを失ったまま過ごしていたが、グリックがやって来たことから旅立つ決意をし、動物園を抜け出して共に旅をすることになる。右足の傷のため、速く走ることができない。
アニメ版では当初は傷を負っておらず、グリックと共に旅立った後、ノスリの攻撃を受けた際に負傷するという形になった。

## アニメ版
1981年7月21日に劇場公開された。
キャラクターデザインは椛島義夫。椛島は『ガンバの冒険』（ガンバを主人公としたスピンオフ作品『冒険者たち ガンバと15ひきの仲間』のアニメ版）においてもデザインを手掛けているが、制作会社間の版権問題から『ガンバの冒険』のデザインを使用できず、まったく異なるデザインが新たに用意された。こうした事情のため、原作は同一のシリーズだがアニメ版はシリーズに含まれていない。

### スタッフ
- 原作：斎藤惇夫
- 脚本：田波靖男
- キャラクター・レイアウト：椛島義夫
- 作画監督：山崎猛、葛岡博
- 美術監督：なかちか東
- 撮影監督：結束義博
- 録音監督：山崎宏
- 効果：依田安文
- 音楽監督：小六禮次郎
- 編集：井上和夫、越野寛子
- 主題歌：鯨井ゆかり「自由の森へ」
- 監督：西牧秀夫
- アニメーション制作：スタジオ古留美
- 製作協力：親子映画東京連絡会
- 配給：共同映画全国系列会議

### キャスト
- グリック：水島裕
- のんのん：麻上洋子
- ピッポー：富田耕生
- ガンバ：青野たけし
- フラック：吉田理保子

## エピソード
- 本作に出てくる動物園は、当時著者が住んでいた自宅近くの井の頭公園内の井の頭自然文化園内の動物園とされる。
- 「北の森」は、著者が幼少時代を過ごした長岡の自然をイメージしたものだという。

## 関連作品
- 冒険者たち ガンバと15ひきの仲間
- ガンバとカワウソの冒険